# The Wolseley
The Wolseley est une brasserie londonienne située à Piccadilly, à  Londres. 

## Situation et accès
La station de métro la plus proche est Green Park, où circulent les trains des lignes  Jubilee  Piccadilly  Victoria.

## Historique
Construit en 1921 par l’architecte britannique William Curtis Green, le bâtiment a d’abord servi de salle d’exposition au constructeur automobile Wolseley Motors, avant d’être racheté en 1926 par la banque Barclays, qui a occupé les lieux de 1927 à 1999. C’est un bâtiment classé de grade II.
En 2003, l’ancien hall de la banque est transformé en brasserie par les restaurateurs Chris Corbin et Jeremy King. 